# Levalloistechniek

Afslag volgens de Levalloistechniek

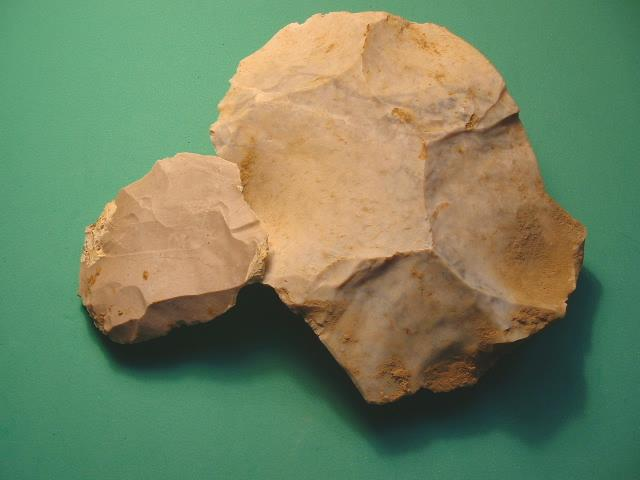
Kernsteen en afslag van vuursteen, Haute-Saône

De Levalloistechniek, genoemd naar de vindplaats, een voorstad van Parijs, is de kenmerkende technologie voor de productie van stenen werktuigen van het Midden-paleolithicum.
De techniek hield in dat gewerkt werd met een voorbereide kernsteen, waarvan de zijden waren afgeslagen. Met gerichte slagen werden dan schilfers afgeslagen die als werktuig werden gebruikt. Het resultaat was een vlak stuk steen met aan alle zijden scherpe randen. Deze afslagen waren vaak heel groot en dun. De techniek werd vooral toegepast tijdens het Moustérien en het Châtelperronien maar stamt uit het Vroeg-paleolithicum.